# Hans-Peter Gummlich
Hans-Peter Gummlich (* 6. April 1950) ist ein ehemaliger deutscher Fußballspieler.

## Karriere
Gummlich wechselte von Rasensport Harburg zum Hamburger SV, nach einem Jahr bei den Amateuren war er ein Teil des Bundesligateams des HSV. Im Sturm waren seine Mitspieler Uwe Seeler und Charly Dörfel gesetzt, so dass sich Gummlich nicht durchsetzen konnte. Er spielte lediglich sechs Minuten. Am 10. Spieltag wurde er bei 3:0-Niederlage gegen den 1. FC Köln eingewechselt. Nach der Saison 1970/71 wechselte er zu Union 03 Altona. Nach einem Jahr zog es ihn in die Fußball-Regionalliga Süd zum KSV Hessen Kassel. An der Seite von Mitspielern wie Carsten Baumann, Torhüter Andreas Burose, Reiner Künkel, Friedel Mensink und Alfred Resenberg absolvierte der Angreifer 15 Ligaspiele und erzielte sechs Tore.
Zum letzten Jahr der alten Regionalliga-Zweitklassigkeit, 1973/74, schloss er sich TSR Olympia Wilhelmshaven in der Fußball-Regionalliga Nord an. Die Jadestädter belegten unter Trainer Hans-Wilhelm Loßmann den siebten Tabellenrang und Gummlich schoss sich mit seinen 21 Toren auf den dritten Rang in der Nord-Torschützenliste. Überwiegend trat Wilhelmshaven im Angriff in der Besetzung mit Wilfried Klinge (34-19), Gummlich und Werner Schaar (34-15) an. Am 7. April 1974 war er dabei, als Olympia ein 1:0-Heimerfolg gegen Meister und Bundesligarückkehrer Eintracht Braunschweig gelang. Im ersten Jahr der zweigleisigen 2. Fußball-Bundesliga, 1974/75, trat Wilhelmshaven in der Nordgruppe an und belegte den 17. Platz, zwei Punkte hinter Erkenschwick auf dem rettenden 16. Rang. Gummlich erzielte an der Seite von Torhüter Bernd Helmschrot und den Angriffskollegen Willi Götz und Claus Brune in 32 Zweitligaeinsätzen elf Tore. Am 38. Spieltag, den 15. Juni 1975, erzielte er zum Abschluss der Runde im Heimspiel gegen den VfL Wolfsburg den Siegtreffer zum 2:1-Erfolg.
Der Mittelstürmer blieb nach dem Abstieg in Wilhelmshaven und trat mit Olympia 1975/76 in der Oberliga Nord an. Am Rundenende wurde der vierte Platz belegt und Gummlich hatte in 29 Einsätzen 20 Tore erzielt. Im zweiten Jahr in der AOL Nord steigerte er seine Trefferquote in 29 Ligaeinsätzen auf 21 Tore, die Leistung der Mannschaft entwickelte sich aber negativ. In der Saison 1979/80 stieg Wilhelmshaven aus der Oberliga Nord ab und Gummlich hatte insgesamt von 1975 bis 1980 für seinen Verein in 137 Ligaeinsätzen 86 Tore erzielt. Nach Olympias Abstieg wechselte Gummlich zum TuS Esens in die Landesliga Niedersachsen. Für die Ostfriesen war der Angreifer bis zur Saison 1982/83 aktiv, in der er dann noch einmal zu Olympia Wilhelmshaven in die Oberliga Nord zurückkehrte. Dort kam er hauptsächlich als Einwechselspieler zum Zuge und half durch drei Tore in 15 Einsätzen mit, den knappen Klassenerhalt der Wilhelmshavener zu sichern. Anschließend beendete Gummlich seine Karriere.

## Sonstiges
Gummlich arbeitet als Versicherungskaufmann.